# C11orf49
C11orf49‏ (Chromosome 11 open reading frame 49) هوَ بروتين يُشَفر بواسطة جين C11orf49 في الإنسان.